# Fort Larned

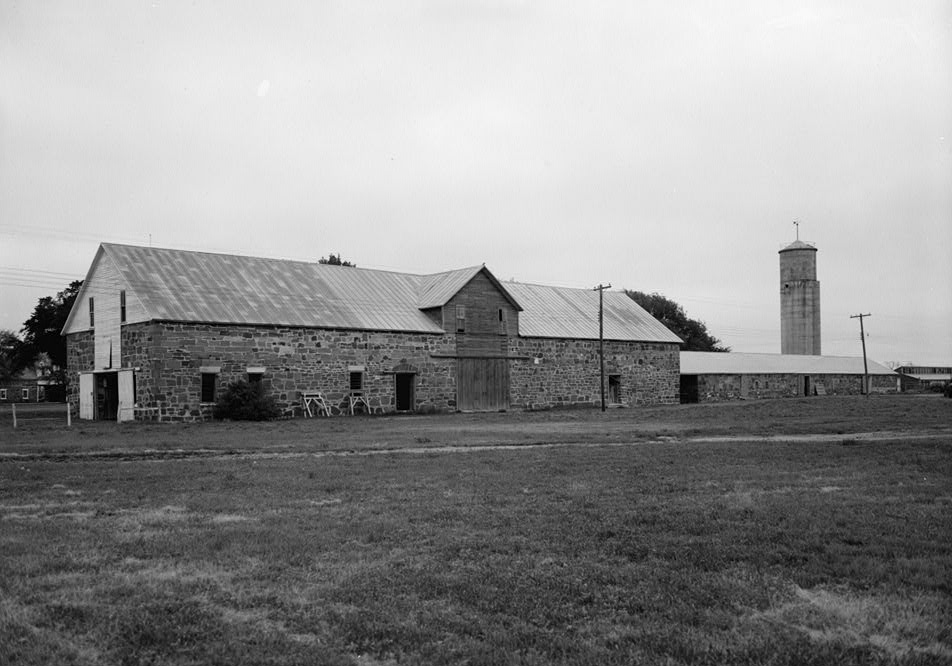
Intendenturmaterielförrådet vid Fort Larned uppfört 1860.

Fort Larned var ett militärt etablissemang i Kansas tillhörigt Förenta Staternas armé 1859-1878.

## Militär historia
Fortet anlades 1859 för att skydda resenärerna på Santa Fe Trail och för att vara en bättre belägen bas för att distribuera de betalningar som den federala regeringen lovat indianerna för att få fri genomfart på Santa Fe Trail. Det kallades först Camp on Pawnee Creek och senare Camp Alert. Det fick sitt permanenta namn 1860. Indianagenturen för cheyenne- och arapahoindianerna var belägen vid fortet till 1868. Etablissemanget lades ner 1878. Den kvarvarande militäranläggningen överfördes till det amerikanska inrikesdepartementets förvaltning 1883.

## Historiskt minnesmärke
Idag är Fort Larned ett historiskt minnesmärke vilket är öppet för allmänheten och förvaltas av den federala nationalparksförvaltningen. Det utgör också ett federalt byggnadsminnesmärke. Nio restaurerade byggnader gör fortet till en av de bäst bevarade exemplen på ett militärt etablissemang från indiankrigens tid. 